# Liste der Mitglieder des Coburger Landtags (3. Wahlperiode)
Diese Liste nennt die Mitglieder des Coburger Landtags in seiner 3. Wahlperiode (1834–1839).
Der dritte Landtag wurde 1834 gewählt und am 19. Mai 1834 eröffnet. Er bestand aus elf Abgeordneten, nachdem zu den zehn verbliebenen Abgeordneten noch ein Abgeordneter für die Ritterschaft hinzugekommen war. Am 14. März 1834 erfolgte die Anordnung der Wahl des Landtags durch herzogliches Rescript. Am 28. April erfolgte die Wahl der Rittergutsbesitzer, am 30. April in der Stadt Gotha.
Am 8. Juli 1839 wurde der Landtag aufgrund des Theaterstreites vorzeitig aufgelöst.
| Kurie              | Gebiet           | Name                                                                    |
| ------------------ | ---------------- | ----------------------------------------------------------------------- |
| Rittergutsbesitzer | Herzogtum Coburg | Forstmeister und Kammerherr Eduard von Donop                            |
| Rittergutsbesitzer | Herzogtum Coburg | Haubold von Speßhardt                                                   |
| Rittergutsbesitzer | Herzogtum Coburg | Regierungsrat Ferdinand Ludwig Hartmann von Erffa                       |
| Rittergutsbesitzer | Herzogtum Coburg | Obersteuerkontrolleur Otto Friedrich von Lichtenberg                    |
| Magistrat          | Coburg           | Stadtdirektor und Justizrat Albrecht Gottlieb Andreas Bergner (ab 1829) |
| Bürgerschaft       | Coburg           | Hofadvokat David Sartorius                                              |
| Amtsbezirk         | Coburg           | Gastwirt Johann Georg Schubert                                          |
| Amtsbezirk         | Neustadt         | Bürgermeister und Senator Nicol Liebermann                              |
| Amtsbezirk         | Rodach           | Gastwirt Johann Georg Hartung (am 3. April 1837 verstorben)             |
| Amtsbezirk         | Rodach           | Franz Samuel Hartung (ab 1837)                                          |
| Amtsbezirk         | Sonnefeld        | Amtschultheiß Johann Stegner                                            |
| Amtsbezirk         | Königsberg       | Kaufmann Tobias Engerer                                                 |

Haubold von Speßhardt wurde als Landtagsdirektor bestimmt. Landtagssekretär war David Sartorius. Neben diesen beiden gehörten noch Donop, Stegner und Lichtenberg dem ständigen Ausschuss an.